# 郑萼
郑萼（1961年4月—），女，山西襄汾人，中国高等教育工作者，曾任首都师范大学党委书记。

## 生平
1983年毕业于北京师范大学数学系，留校工作。曾任北京师范大学数学系党总支副书记，体育系党总支书记，北京师范大学党委青年部部长，财经处处长，党委副书记、财经处处长，北京师范大学党委副书记。2008年5月，任中共北京市委教育工作委员会委员，北京市教育委员会副主任。2014年4月，任中共北京市委教育工作委员会副书记。2015年3月，任首都师范大学党委书记。2021年7月，因年龄原因卸任。